# Jesmond
Jesmond is een historisch merk van motorfietsen.
Jesmond Cycle Co., Newcastle-on-Tyne (1899-1907). 
Jesmond was een van de motorfiets-pioniers in het Verenigd Koninkrijk, die motorblokken van MMC, De Dion en Saroléa inbouwde.